# Gouvernement Armengol I
 Îles Baléares
Bauzá Armengol II
Le gouvernement Armengol I est le gouvernement des îles Baléares entre le 2 juillet 2015 et le 3 juillet 2019, durant la IXe législature du Parlement des îles Baléares. Il est présidé par Francina Armengol.

## Composition

### Initiale
| Fonction                                                                | Titulaire | Titulaire                                    | Parti |
| ----------------------------------------------------------------------- | --------- | -------------------------------------------- | ----- |
| Présidente                                                              |           | Francesca Lluch Armengol i Socías            | PSOE  |
| Vice-président Conseiller à l'Innovation, à la Recherche et au Tourisme |           | Gabriel Barceló Milta                        | Més   |
| Conseiller à la Présidence, porte-parole                                |           | Marc Isaac Pons Pons                         | PSOE  |
| Conseillère aux Finances et aux Administrations publiques               |           | Catalina Cladera Crespí                      | PSOE  |
| Conseiller à l'Éducation et à l'Enseignement supérieur                  |           | Martí Xavier March Cerdà                     | PSOE  |
| Conseillère aux Services sociaux et à la Coopération                    |           | Josefa Santiago Rodríguez                    | Més   |
| Conseillère à la Santé                                                  |           | Patricia Juana Gómez Picard                  | PSOE  |
| Conseiller au Travail, au Commerce et à l'Industrie                     |           | Iago Negueruela i Vázquez                    | PSOE  |
| Conseiller à l'Environnement, à l'Agriculture et à la Pêche             |           | Vicenç Vidal Matas                           | Més   |
| Conseiller au Territoire, à l'Énergie et à la Mobilité                  |           | Juan Boned Roig                              | PSOE  |
| Conseillère à la Participation, à la Transparence et à la Culture       |           | Esperança Camps Barber (jusqu'au 05/04/2016) | Sans  |

### Remaniement du7 avril 2016
- Les nouveaux conseillers sont indiqués en gras, ceux ayant changé d'attributions en italique.

| Fonction | Titulaire | Titulaire                                   | Parti |
| --- | --------- | ------------------------------------------- | ----- |
| Présidente |           | Francesca Lluch Armengol i Socías           | PSOE  |
| Vice-président Conseiller à l'Innovation, à la Recherche et au Tourisme                                                           |           | Gabriel Barceló Milta (jusqu'au 16/12/2017) | Més   |
| Vice-président Conseiller à l'Innovation, à la Recherche et au Tourisme                                                           |           | Isabel Maria Busquets Hidalgo (18/12/2017)  | Més   |
| Conseillère à la Présidence Secrétaire et porte-parole du gouvernement                                                            |           | Pilar Costa Serra                           | PSOE  |
| Conseillère aux Finances et aux Administrations publiques                                                                         |           | Catalina Cladera Crespí                     | PSOE  |
| Conseiller à l'Éducation et à l'Enseignement supérieur                                                                            |           | Martí Xavier March Cerdà                    | PSOE  |
| Conseillère aux Services sociaux et à la Coopération                                                                              |           | Josefa Santiago Rodríguez                   | Més   |
| Conseillère à la Santé |           | Patricia Juana Gómez Picard                 | PSOE  |
| Conseiller au Travail, au Commerce et à l'Industrie                                                                               |           | Iago Negueruela i Vázquez                   | PSOE  |
| Conseiller à l'Environnement, à l'Agriculture et à la Pêche                                                                       |           | Vicenç Vidal Matas                          | Més   |
| Conseiller au Territoire, à l'Énergie et à la Mobilité                                                                            |           | Marc Isaac Pons Pons                        | PSOE  |
| Conseillère à la Transparence, à la Culture et aux Sports Conseillère à la Culture, à la Participation et aux Sports (08/04/2017) |           | Ruth Mateu Vinent                           | MpM   |
| Conseillère à la Transparence, à la Culture et aux Sports Conseillère à la Culture, à la Participation et aux Sports (08/04/2017) |           | Francesc Tur Riera (08/04/2017)             | Més   |